# Karaj
Karaj (persiano كرج‎)  è una città dell'Iran, capoluogo della provincia di Alborz e dello shahrestān di Karaj, distante circa 40 chilometri dalla capitale Teheran.
La composizione etnica di Karaj comprende 47% persiani, 36,1% turchi, 7,4% curdi e 4,4% iraniani settentrionali.

## Geografia
È situata ai piedi dei monti Alborz, a 20 km a ovest di Teheran, dalla quale sta venendo inglobata.
Con i suoi circa 1.600.000 abitanti Karaj è la quarta città più popolosa dell'Iran dopo Teheran, Mashhad, Esfahan.
È dotata di un aeroporto civile, l'aeroporto di Karaj.